# イランの宗教
イランの宗教では、イランにおける宗教について解説する。
2011年のイラン国勢調査によると、イラン人全体の99.8％がイスラム教徒であり、0.2％が公式に認められた少数派の宗教であるキリスト教、ユダヤ教、ゾロアスター教徒である。ただし、無宗教およびその他の宗教はイラン政府によって承認されていないため、イランにおける宗教分布の正確な数は不明である。

## 歴史

### イルハン朝
モンゴル帝国（イルハン国）に征服される以前は、スンニー派がイランのイスラム教において優勢であった。

### サファヴィー朝
サファヴィー朝の出現により、最終的に、シーア派がイラン全土において完全に優勢的な立場になった。

### イスラム共和国
| 宗教           | 割合                        | 人口       |
| イスラム教     | 99.3989% (90–95%がシーア派) | 74,682,938 |
| キリスト教     | 0.1566%                     | 117,704    |
| ゾロアスター教 | 0.0336%                     | 25,271     |
| ユダヤ教       | 0.0117%                     | 8,756      |
| その他         | 0.0653%                     | 49,101     |
| 不明           | 0.3538%                     | 205,317    |

現在、イラン・イスラム共和国国民のイスラム教徒の約90〜95％が国教であるイスラム教のシーア派に、5〜10％がスンニ派とスーフィーに属している。その他の少数派であるキリスト教、ユダヤ教、ゾロアスター教の3つの宗教（啓典の民）は、公式に承認・保護されており、イラン議会の議席数を確保されている。 またイランには、イスラム圏と中東における2番目に大きいユダヤ人コミュニティがある。少数派最大の宗教は、バハイ教とキリスト教である。バハイ教は、歴史的にイラン最大の少数派であるが、公式には認められていない。
一方、水面下では多くのシーア派が棄教・改宗したとする調査もある。それによればイスラム教シーア派を自認する人は3分の1に満たず、国民の8％がゾロアスター教徒を自称したほか、キリスト教や非シーア派のイスラム教も拡大している。政府の厳格な宗教政策が却ってシーア派から人々を遠ざけた結果とみられている。

## 主な宗派
- イスラム教
  - シーア派 - 国教
  - スンニ派
  - スーフィズム
- イラン神話
- ゾロアスター教
  - ズルワーン教 - 消滅
- マズダク教 - 消滅
- マニ教 - 消滅
- キリスト教
  - アルメニア教会 - アルメニア人
  - アッシリア東方教会 - アッシリア人
- ユダヤ教 - イランのユダヤ人
- バーブ教
  - バハイ教 - 迫害
- 仏教 - 消滅